# Ammophila mongolensis
Ammophila mongolensis är en biart som beskrevs av Kazuhiko Tsuneki 1971. Ammophila mongolensis ingår i släktet Ammophila och familjen grävsteklar. Inga underarter finns listade i Catalogue of Life.